# Uovo (alimento)

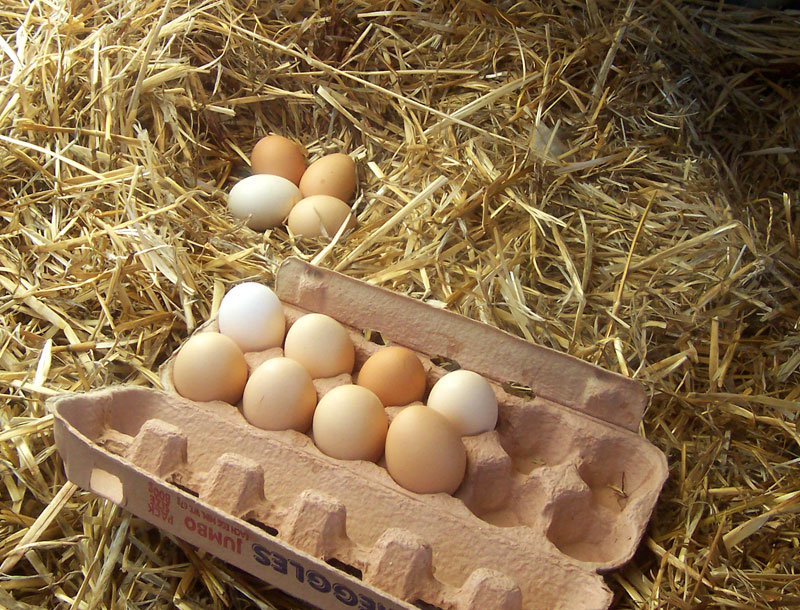
Uova di gallina appena raccolte

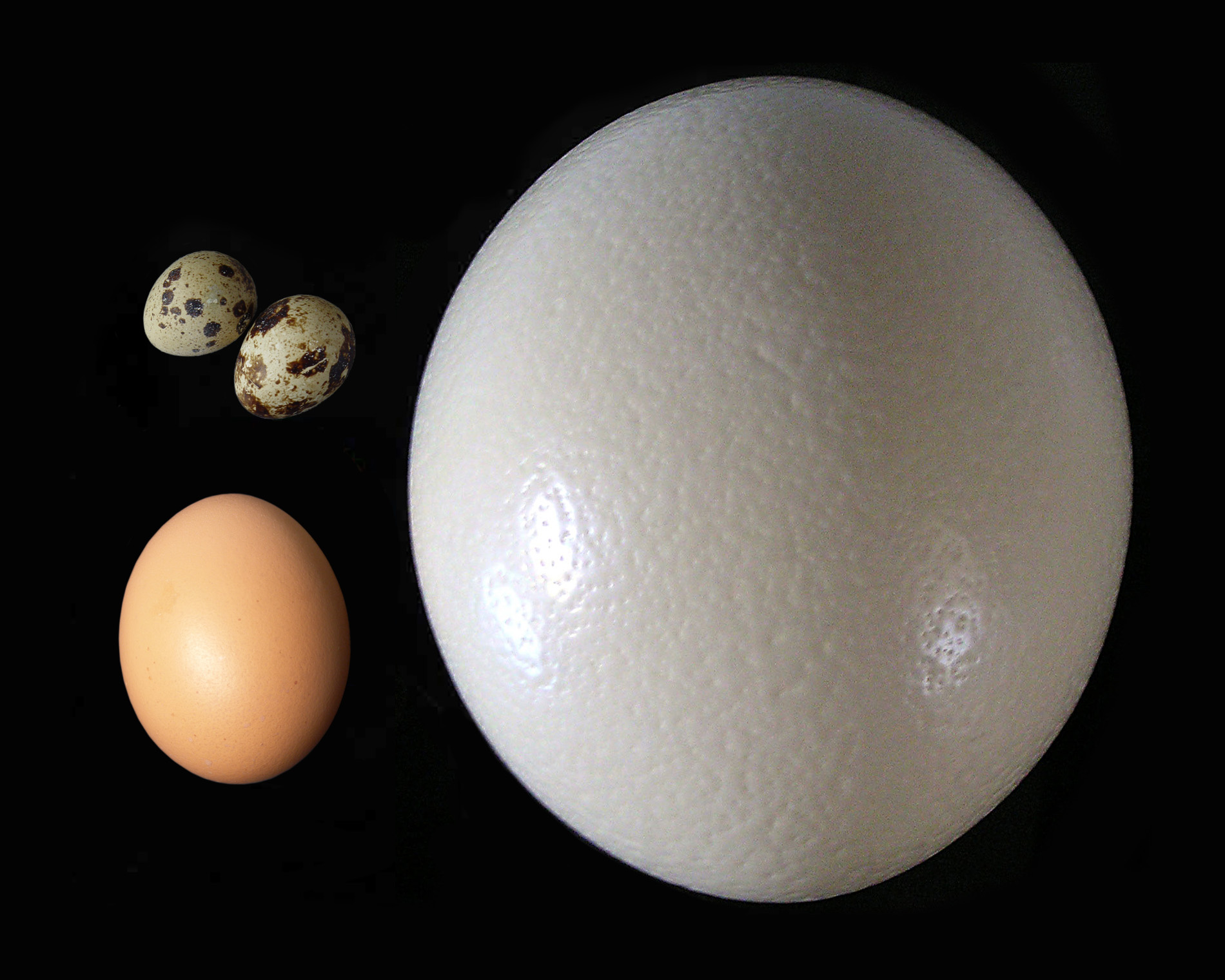
Confronto fra: uova di quaglia (in alto a sinistra), uovo di gallina (in basso a sinistra) e uovo di struzzo (a destra)

L'uovo è un alimento consumabile direttamente o come ingrediente in numerosi piatti delle cucine di tutto il mondo. 
Il più utilizzato è l'uovo di gallina, ma si consumano anche le uova di altri volatili: quaglia, anatra, oca, struzzo, eccetera. Nell'uso corrente il termine "uovo" senza altre precisazioni indica quello di gallina. Si consumano anche uova di pesci (caviale, uova di lompo, bottarga), di tartarughe, di vari rettili, di molluschi (lumache) e di insetti.

## Storia
Le qualità alimentari dell'uovo sono state apprezzate dall'essere umano sin dall'antichità; già nell'Antico Egitto si allevavano polli e fu inventato un sistema artificiale d'incubazione delle uova, come testimoniano lo storico greco Diodoro Siculo nella narrazione di un suo viaggio in Egitto e il letterato romano Varrone in Rerum rusticarum libri.
I Cartaginesi, come narra Massimo Montanari nella Storia dell'alimentazione, mangiavano invece uova di struzzo.
Anche i Greci consumavano uova di gallina, tant'è che il medico greco Galeno affermava che nella dieta di una persona anziana non dovevano mai mancare.
Presso i Romani le uova di gallina, insieme a pane, olive e vino, componevano l'antipasto (gustatio) della cena, tanto che facevano parte di un detto (ab ovo usque ad mala, cioè "dall'uovo alle mele") che denotava il tipico pasto completo.
Nell'ambito della tecnica pittorica, la chiara d'uovo ha trovato impiego per la preparazione dell'amalgama (detta bolo) necessario per la doratura dei dipinti su tavola lignea, elemento caratteristico dell'arte sacra.

## Morfologia

Morfologia dell'uovo di gallina:
1. Guscio
2. Membrana testacea esterna
3. Membrana testacea interna
4. Calaza
5. Albume liquido esterno
6. Albume denso
7. Membrana vitellina
8. Tuorlo
9. Blastodisco
10. Tuorlo scuro
11. Tuorlo chiaro
12. Albume liquido interno
13. Calaza
14. Camera d'aria
15. Cuticola

L'uovo è costituito essenzialmente da guscio, tuorlo e albume. A queste parti si affiancano una serie di altre strutture, a cominciare dalla cuticola che riveste esternamente il guscio ed è la prima barriera di protezione contro la penetrazione di germi. 
La cuticola permette il passaggio dei gas che filtrano attraverso i pori del guscio, ma al tempo stesso impedisce la perdita di acqua importante per la sopravvivenza dell'embrione. La cuticola contiene vari minerali ottenuti dall'assunzione da parte dell'animale di piccoli frammenti litoidi più o meno arrotondati o altri sedimenti, questi ultimi utilizzati anche per facilitare la digestione di semi o altri alimenti da sminuzzare.
Al di sotto del guscio si trova un doppio strato di membrana testacea; anch'essa ha una funzione di protezione ed è strettamente appaiata in tutti i punti al guscio tranne al polo ottuso dove si separa e forma uno spazio denominato camera d'aria.
L'albume è anche detto "chiara d'uovo" (o "bianco d'uovo").
Al centro dell'albume, costituito prevalentemente di proteine e acqua, si trova il tuorlo circondato da una membrana vitellina. Il tuorlo è tenuto in posizione centrale grazie ai legamenti proteici, calaza, che si protraggono da esso verso i poli dell'uovo intrecciandosi alle proteine dell'albume.
Il colore del guscio dipende esclusivamente dalla razza della gallina e non ha alcuna influenza sulle caratteristiche organolettiche o nutrizionali dell'uovo. Il colore del tuorlo dipende invece dai pigmenti contenuti nel mangime e quindi dall'alimentazione della gallina. Questi pigmenti prendono il nome di xantofille e hanno un'attività antiossidante. Sono loro a dare al tuorlo diversi tipi di colorazione, che vanno dal giallo pallido all'arancione acceso. A livello biologico, queste molecole hanno il compito di proteggere le vitamine contenute nelle uova dall'ossidazione.

## Peso

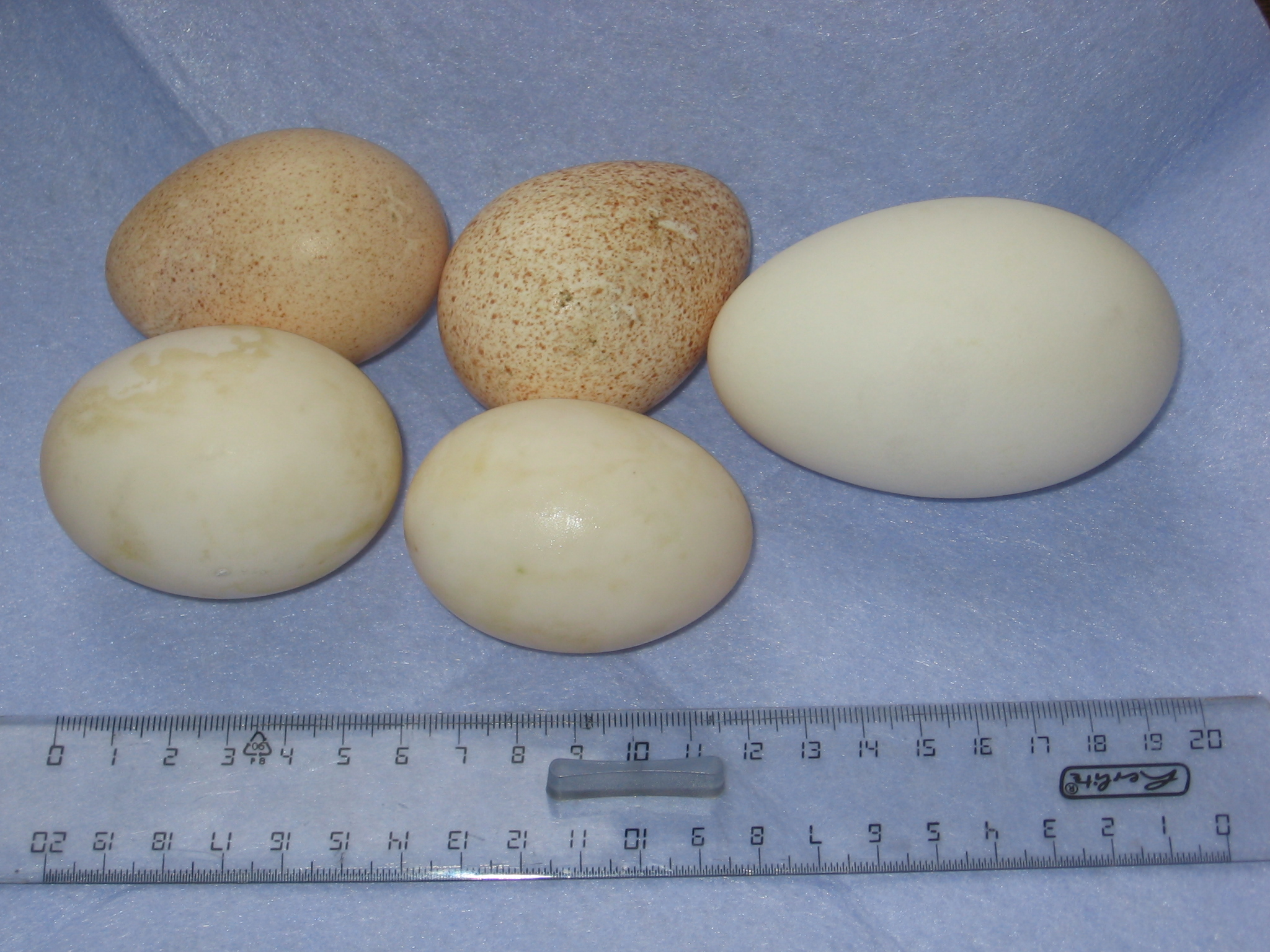
In alto a sinistra: due uova di tacchino; in basso a sinistra: due uova di anatra; a destra: un uovo di oca

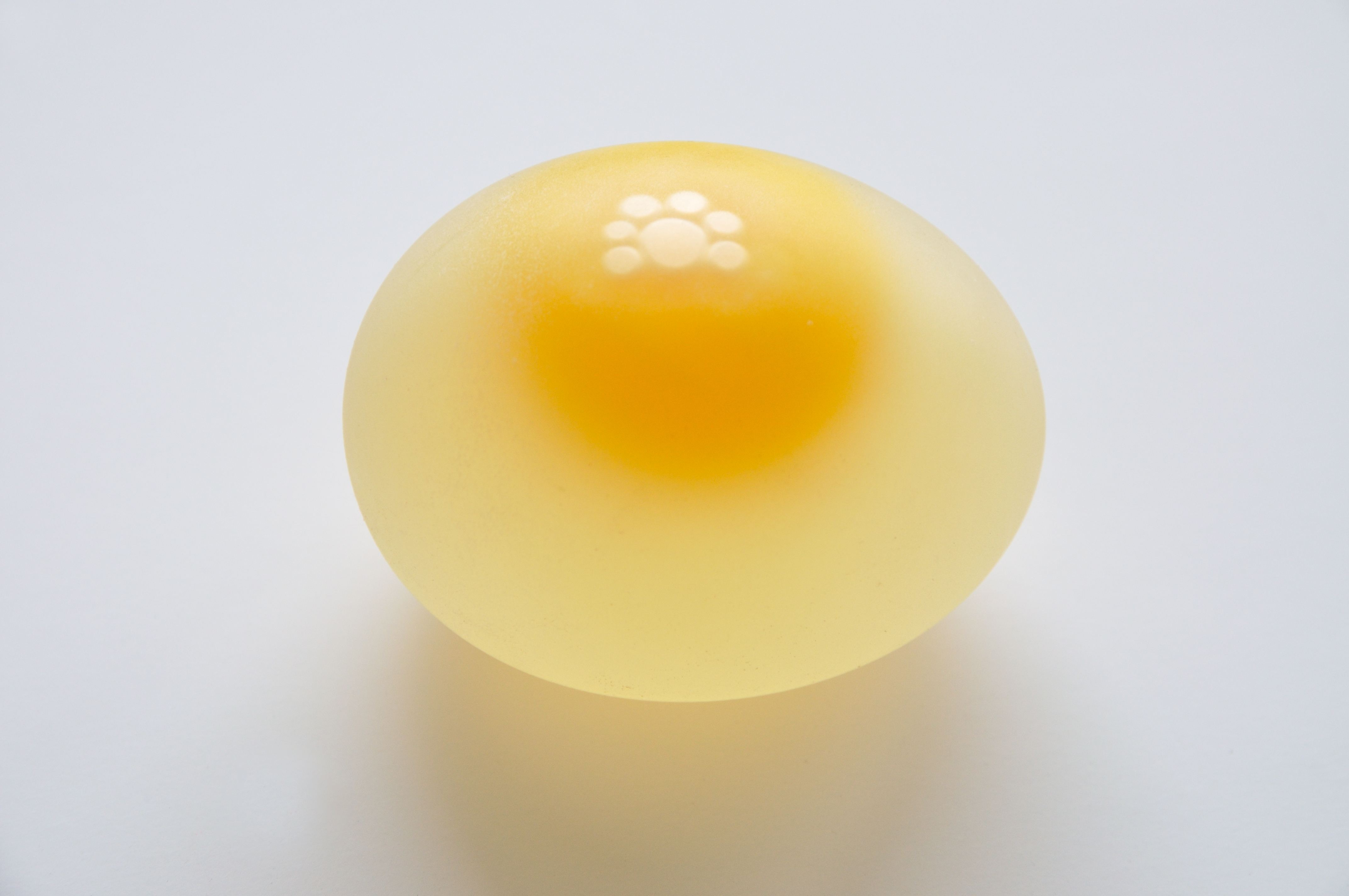
Uovo di gallina nella sua membrana interna (il guscio è stato rimosso immergendolo in aceto, la cui acidità lo ha disciolto essendo il guscio calcareo)

Il peso di ogni singolo uovo è variabile da specie a specie e, all'interno della medesima specie, fra uovo e uovo; tuttavia i valori medi sono:
- gallina: 55 g
- anatra: 75 g
- oca: 165÷190 g

In particolare il peso medio dell'uovo di gallina è così ripartito fra le sue componenti:
- guscio: 5,5 g
- albume: 31,95 g
- tuorlo: 17,5 g

## Valori nutrizionali e digeribilità

### Valori nutrizionali
Le uova forniscono una quantità significativa di proteine e di altri elementi nutritivi.
La tabella che segue espone le quantità dei principali nutrienti di vari tipi di uova (g = grammi; mg = milligrammi; μg = microgrammi; kcal = chilocalorie). I valori si riferiscono a 100 grammi di uovo completo (tuorlo + albume).
| Composizione | Unità | Gallina | Anatra | Oca   | Tacchino | Quaglia |
| ------------ | ----- | ------- | ------ | ----- | -------- | ------- |
| Acqua        | g     | 76,15   | 70,83  | 70,43 | 72,5     | 74,35   |
| Proteine     | g     | 12,56   | 12,81  | 13,87 | 13,68    | 13,05   |
| Grassi       | g     | 9,51    | 13,77  | 13,27 | 11,88    | 11,09   |
| Carboidrati  | g     | 0,72    | 0,93   | 1,35  | 1,15     | 0,41    |
| Calorie      | kcal  | 143     | 185    | 185   | 171      | 158     |
| Calcio       | mg    | 56      | 64     | 60    | 99       | 64      |
| Fosforo      | mg    | 198     | 220    | 208   | 170      | 226     |
| Ferro        | mg    | 1,75    | 3,85   | 3,64  | 4,1      | 3,65    |
| Sodio        | mg    | 142     | 146    | 138   | 151      | 141     |
| Potassio     | mg    | 138     | 222    | 210   | 142      | 132     |
| Vitamina B1  | mg    | 0,04    | 0,156  | 0,147 | 0,11     | 0,13    |
| Vitamina B2  | mg    | 0,457   | 0,404  | 0,382 | 0,47     | 0,79    |
| Vitamina A   | μg    | 160     | 192    | 185   | 166      | 155     |
| Vitamina D   | μg    | 2       | 1,7    | 1,7   | ?        | 1,4     |
| Vitamina E   | mg    | 1,05    | 1,34   | 1,29  | ?        | 1,08    |
| Colesterolo  | mg    | 372     | 884    | 852   | 933      | 844     |
| Colina       | mg    | 251,1   | 263,4  | 263,4 | ?        | 263,4   |

Le uova di gallina sono le più comunemente consumate, quelle di quaglia trovano impiego soprattutto in pasticceria. 
Le uova in genere sono altamente nutrienti. Forniscono una grande quantità di proteine complete di alta qualità, che contengono tutti gli amminoacidi essenziali per gli esseri umani; sono uno degli alimenti singoli meno costosi contenenti proteine complete. Forniscono anche quantità significative di parecchie vitamine e minerali: vitamina A, riboflavina, acido folico, vitamina B6, vitamina B12, colina, ferro, calcio, fosforo e potassio. L'uovo inoltre è uno dei pochi alimenti che apportano la vitamina D, in aggiunta a quella prodotta fisiologicamente negli esseri umani quando la pelle è esposta alla luce solare. 
L'albume è la parte esterna, trasparente, di consistenza più fluida, e coagula a 62 °C; è composto al 90% di acqua e al 10% di proteine. 
Il tuorlo è la parte interna, di colore giallo arancione intenso, e coagula a 65 °C; è composto da una miscela più complessa: contiene il 50% di acqua, il 17% di proteine, il 30% di grassi e altri emulsionanti. 
Un grande tuorlo ha circa 60 calorie (250 kJ), l'albume circa 15 calorie (60 kJ). Un grande tuorlo contiene più di due terzi della razione quotidiana suggerita di 300 mg di colesterolo, anche se uno studio indica che il corpo umano non ne assorbe molto dalle uova. Il tuorlo costituisce circa il 33% del peso netto dell'uovo, contiene tutto il grasso, poco meno della metà delle proteine e gran parte delle sostanze nutrienti, nonché tutta la colina, che corrisponde approssimativamente alla metà della razione quotidiana suggerita, e lecitina che favorisce l'eliminazione del colesterolo. La colina è una sostanza nutriente importante per lo sviluppo del cervello ed è suggerita alle donne incinte per assicurare un sano sviluppo del cervello del feto.
Tuttavia, contrariamente a quanto normalmente si crede, l'uovo non è un alimento completo: come si evince dalla tabella, il contenuto di calcio è molto basso e così pure quello di carboidrati, mentre la vitamina C è del tutto assente.
A livello nutrizionale è opportuno distinguere tra albume e tuorlo. Tutte le vitamine A, D ed E dell'uovo sono contenute nel tuorlo, mentre tutti gli aminoacidi essenziali sono contenuti nell'albume. Da questo vengono quasi sempre sintetizzati tutti gli integratori proteici derivati dall'uovo.
La tabella che segue mostra le differenze in contenuto di nutrienti fra tuorlo e albume e contenuto completo (tuorlo + albume) di un uovo di gallina di dimensioni medie (i valori delle prime due colonne si riferiscono a 100 grammi di ciascuno dei due componenti dell'uovo, qui considerati come parti di uovo di gallina, mentre la terza colonna indica il contenuto completo, tuorlo più albume, di ciascun nutriente in un uovo di gallina di dimensioni medie).
| Composizione | Unità | Tuorlo | Albume | Uovo medio completo (escl. guscio) |
| ------------ | ----- | ------ | ------ | ---------------------------------- |
| Acqua        | g     | 37,13  | 87,57  | 52,31                              |
| Proteine     | g     | 15,86  | 10,9   | 6,26                               |
| Grassi       | g     | 26,54  | 0,17   | 4,70                               |
| Carboidrati  | g     | 3,59   | 0,73   | 0,86                               |
| Calorie      | kcal  | 322    | 52     | 73                                 |
| Calcio       | mg    | 129    | 7      | 24,81                              |
| Fosforo      | mg    | 390    | 15     | 74,04                              |
| Ferro        | mg    | 2,73   | 0,08   | 0,5                                |
| Sodio        | mg    | 48     | 166    | 61                                 |
| Potassio     | mg    | 109    | 163    | 71,15                              |
| Vitamina B1  | mg    | 0,176  | 0,004  | 0,032                              |
| Vitamina B2  | mg    | 0,528  | 0,439  | 0,23                               |
| Vitamina A   | μg    | 371    | --     | 65                                 |
| Vitamina D   | μg    | 5,4    | --     | 0,94                               |
| Vitamina E   | mg    | 2,58   | --     | 0,45                               |
| Colesterolo  | mg    | 1085   | --     | 189,87                             |
| Colina       | mg    | 682,3  | 1,1    | 119,75                             |

### Digeribilità
La digeribilità, intesa come tempo di permanenza nello stomaco di chi se ne ciba in condizioni normali, dipende dal tipo di cottura. Ecco i tempi medi per l'assunzione contemporanea di due uova di gallina:
- cotte à la coque = 90 minuti
- consumate crude = 120 minuti
- bollite sode o fritte in padella = 180 minuti.

Allo stato attuale delle ricerche, gli studi scientifici sulla relazione fra consumo di uova e livelli di colesterolo nel sangue forniscono dati contrastanti. La digeribilità dei due componenti (albume e tuorlo) tuttavia è opposta: l'albume è mal attaccato dai succhi gastrici se ingerito crudo (ma è più facilmente digeribile, anche crudo, se montato a neve), mentre è di buona digeribilità coagulato cotto; al contrario il tuorlo è più digeribile se non completamente cotto, cioè portato con l'albume a un livello di cottura tale che quest'ultimo sia completamente coagulato (solido bianco) ma il tuorlo sia ancora allo stato semiliquido (uovo "in camicia", uovo alla coque o bazzotto).

## Produzione
| Prodotto               | 1964  | 1969  | 1974  | 1979  | 1984  | 1989  | 1994  | 1999  | 2004  | 2009  |
| ---------------------- | ----- | ----- | ----- | ----- | ----- | ----- | ----- | ----- | ----- | ----- |
| Uova di gallina        | 15,6  | 18,6  | 21,6  | 25,4  | 29,3  | 34,2  | 41,1  | 50,0  | 55,4  | 62,4  |
| Uova di altri volatili | 0,754 | 0,886 | 0,964 | 1,146 | 1,520 | 2,098 | 3,651 | 3,910 | 4,429 | 4,981 |

### Produzione per Paese[21]
|        | Paese       | Tonnellate | Quota mondiale |
| ------ | ----------- | ---------- | -------------- |
| 1      | Cina        | 24 446     | 35,8%          |
| 2      | Stati Uniti | 5 648      | 8,3%           |
| 3      | India       | 3 835      | 5,6%           |
| 4      | Giappone    | 2 522      | 3,7%           |
| 5      | Messico     | 2 516      | 3,7%           |
| 6      | Russia      | 2 284      | 3,3%           |
| 7      | Brasile     | 2 172      | 3,2%           |
| 8      | Indonesia   | 1 224      | 1,8%           |
| 9      | Ucraina     | 1 121      | 1,6%           |
| 10     | Turchia     | 1 031      | 1,5%           |
| 11     | Francia     | 944        | 1,4%           |
| 12     | Germania    | 893        | 1,3%           |
| 13     | Italia      | 775        | 1,1%           |
| 14     | Spagna      | 743        | 1,1%           |
| 15     | Paesi Bassi | 703        | 1%             |
| 16     | Regno Unito | 672        | 1%             |
| 17     | Colombia    | 668        | 1%             |
| 17     | Thailandia  | 668        | 1%             |
| 19     | Iran        | 665        | 1%             |
| 20     | Malaysia    | 664        | 1%             |
| Totale | Totale      | 68 262     | 100            |

## Categorie
Le uova vengono suddivise in due categorie:
- categoria A: uova pulite, a guscio integro, con camera d'aria di altezza inferiore a 6 mm. Sono destinate al commercio al dettaglio. Le uova di categoria A non devono essere sottoposte a procedure di lavaggio o refrigerazione. In questa categoria rientrano le uova extra, nelle quali la camera d'aria ha un'altezza inferiore ai 4 mm; esse devono essere messe in commercio entro nove giorni dalla deposizione e riportare obbligatoriamente impressa la data di deposizione.
- categoria B: tutte le uova che non rientrano nella categoria precedente, comprese uova di categoria A declassate[non chiaro]. Sono destinate alle industrie alimentari di trasformazione (pastifici, produttori di maionese e prodotti dolciari), previa pastorizzazione obbligatoria per legge.

## Grammatura
Le uova di categoria A vengono catalogate in base al peso in:
- XL, grandissime (uguale o superiore a 73 grammi)
- L, grandi (uguale o superiore a 63 g e inferiore a 73 g)
- M, medie (uguale o superiore a 53 g e inferiore a 63 g)
- S, piccole (meno di 53 g)

Qualche esempio per quanto riguarda le galline:
| Razza                  | Colore uovo | Peso uovo (g) | Grandezza uovo (taglia) | Numero di uova annue (max circa) |
| ---------------------- | ----------- | ------------- | ----------------------- | -------------------------------- |
| Padovana               | Bianco      | 50            | S                       | 200                              |
| Livornese              | Bianco      | 55            | M                       | 300                              |
| Siciliana              | Bianco      | 45            | S                       | 150                              |
| Marans                 | Bruno       | 100           | XL                      | 180                              |
| Australorp             | Bianco      | 50            | S                       | 350                              |
| Barnevelder            | Bruno       | 100           | XL                      | 200                              |
| Valdarno               | Bianco      | 55            | M                       | 200                              |
| Ancona                 | Bianco      | 55            | M                       | 220                              |
| Plymouth Rock          | Crema       | 55            | M                       | 200                              |
| Amrocks                | Crema       | 60            | M                       | 200                              |
| Amburgo                | Bianco      | 55            | M                       | 200                              |
| New Hampshire          | Bianco      | 55            | M                       | 220                              |
| Wyandotte              | Bianco      | 55            | M                       | 220                              |
| Olive Egger            | Verde oliva | 55            | M                       | 200                              |
| Sussex                 | Bianco      | 55            | M                       | 260                              |
| Rhode Island           | Bianco      | 55            | M                       | 260                              |
| Lakenfelder            | Bianco      | 55            | M                       | 180                              |
| Vorwerk                | Crema       | 55            | M                       | 180                              |
| Dominicana             | Bianco      | 55            | M                       | 230                              |
| Polverara              | Bianco      | 40            | S                       | 150                              |
| Legbar                 | Azzurro     | 50            | S                       | 200                              |
| Spagnola faccia bianca | Bianco      | 60            | M                       | 180                              |

## La rintracciabilità

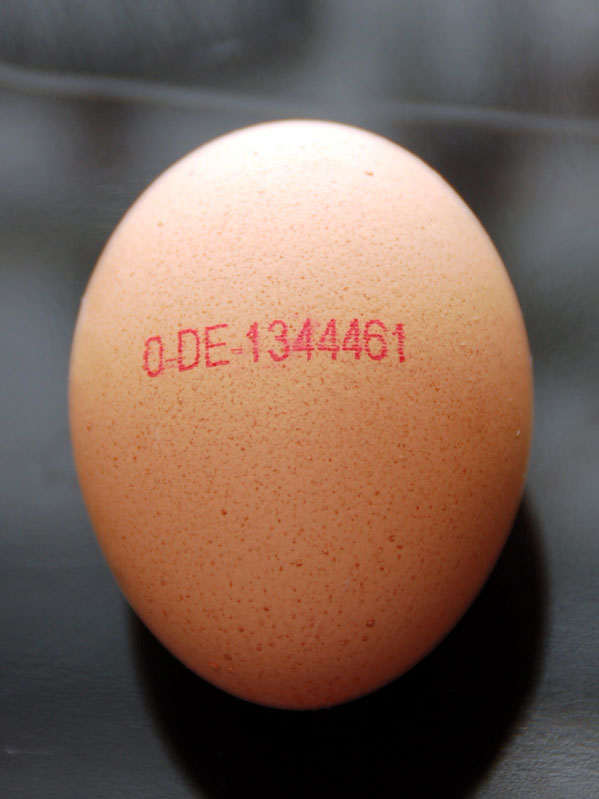
Un uovo tedesco da allevamento biologico

Dal 2004 è necessario che il guscio di tutte le uova di gallina prodotte nell'Unione europea venga marchiato con l'apposito codice che ne consente la rintracciabilità, indicando il tipo e il luogo di allevamento da cui proviene l'uovo.
Il codice è formato dalle seguenti cifre:
- Tipo di allevamento
  - 0: biologico - utilizza galline di razze rustiche provenienti da allevamenti biologici che razzolano a terra e all'aperto con una densità non superiore a 6 galline per m². Il mangime è composto da alimenti biologici di origine controllata, prevalentemente mais e cereali;
  - 1: all'aperto - come l'allevamento a terra con l'aggiunta di ampi spazi aperti sui quali le galline possono razzolare;
  - 2: a terra - galline allevate in grandi capannoni con luce artificiale e una densità non superiore a 7 animali per m²;
  - 3: in gabbia - le galline sono allevate in gabbie di metallo con una superficie di 750 cm² (del 20% più grande di un foglio A4), alte 45 cm,[23] illuminate da luce artificiale e con elevata densità di popolazione.
- Sigla del paese di provenienza (esempio: IT per l'Italia).
- Codice ISTAT del comune dove è situato l'allevamento (3 cifre).
- Sigla della provincia dove è situato l'allevamento (esempio: MO, VR, ecc.).
- Codice dell'allevamento.

Il codice del comune e la sigla della provincia variano a seconda dei Paesi (in alcuni è una sigla, in altri è un numero, ecc.).
Sull'imballaggio devono essere riportate le seguenti informazioni:
- nome, indirizzo e codice del produttore,
- numero di uova e/o il peso,
- giorno o periodo di deposizione,
- tipo di allevamento con le seguenti diciture:
  - "uova da agricoltura biologica"
  - "uova da allevamento all'aperto"
  - "uova da allevamento a terra"
  - "uova da allevamento in gabbie"

In Italia, in Francia e in numerosi altri Paesi la maggior parte della produzione delle uova deriva da allevamenti in gabbie. La Svizzera nel 1992 ha invece proibito l'allevamento in gabbia. Questo provvedimento, fortemente sostenuto dalle locali organizzazioni ambientaliste, non ha dato però i risultati sperati in quanto non proibisce comunque l'importazione dall'estero di uova da allevamento in gabbia, che attualmente coprono circa il 50% del fabbisogno locale.
Le uova di categoria B, non adatte al consumo diretto, non hanno obbligo di stampigliatura, ma gli imballaggi devono essere contraddistinti da una fascetta o un'etichetta di colore rosso.

## Ovoprodotti
Il Regolamento CE n. 853/2004 del Parlamento europeo definisce, al punto 7.3 dell'allegato 1, gli ovoprodotti come "prodotti trasformati risultanti dalla trasformazione di uova, o vari componenti o miscugli di uova o dall'ulteriore trasformazione di detti prodotti trasformati".
Può trattarsi dunque del solo tuorlo, del solo albume o  miscugli di entrambi, provenienti da uova sgusciate che possono venire congelate, essiccate, cristallizzate, coagulate o trasformate in altri modi.
Sono esempi di ovoprodotti:
- le uova sgusciate pastorizzate
- il tuorlo pastorizzato
- l'albume pastorizzato
- le uova in polvere pastorizzate
- l'albume cristallizzato

## Igiene
Le uova prodotte da animali sani sono internamente sterili. La frequenza della contaminazione delle uova in utero con le salmonelle di cui possono essere affetti gli animali (contaminazione endogena) è nell'ordine di 2 per milione. In compenso, la contaminazione del guscio (contaminazione esogena) con questi stessi batteri è frequente e rappresenta circa il 50% delle tossinfezioni umane da salmonella in Italia (Enternet 2000-2004). Nel caso vengano conservate in ambienti umidi, le uova possono avere il guscio contaminato da muffe, le quali danno origine a macchie superficiali di vario colore (gialle, blu o verdi) e possono portare alla putrefazione dell'uovo.
Consigli per la conservazione.
1. Conservare le uova a temperature tra gli 0 e i 4 °C; ciò permette alle uova anche di conservare il sapore e mantenerne a lungo la freschezza[26].
2. Nel frigorifero, conservare le uova nella loro confezione, per evitare che possano contaminare altri alimenti o esserne contaminate.
3. L'uovo va conservato ponendolo con la punta verso il basso. Infatti, la parte più appuntita è quella più resistente alle sollecitazioni meccaniche (pressione e urto), e in questo modo si riduce il rischio di lesioni nel punto più delicato, quello in cui si trova la camera d'aria, soggetta a contaminazione in caso di contatto con l'aria esterna dovuto a incrinature del guscio.[26]
4. Il guscio è ricoperto da un sottilissimo strato naturale (cuticola) che impedisce la contaminazione con le salmonelle. Perciò le uova non devono mai essere lavate, proprio per evitare che la cuticola venga rimossa.
5. Utilizzare subito le uova con guscio incrinato, buttare quelle rotte.
6. Lavarsi le mani prima del contatto con il guscio e non toccare mai il tuorlo e l'albume quando si rompe l'uovo.
7. Non rompere l'uovo sul bordo del recipiente che conterrà il tuorlo e l'albume.
8. Evitare che parti del guscio cadano nel prodotto sgusciato; allontanare subito i gusci senza poggiarli sul piano di lavoro.
9. Non tenere le uova al caldo per più di due ore.

Le uova vengono commercializzate a temperatura ambiente, ma dopo l'acquisto vanno conservate in frigorifero evitando gli sbalzi termici che possono provocare la formazione di condensa sul guscio con conseguente aumento di permeabilità per l'ingresso dei germi.

## Allergie alimentari
Una serie di proteine contenute nelle uova, come ovomucoid (Gal d1), ovalbumina (Gal d2), conalbumina (Gal d3), lisozima (Gal d 4), apovitellenina (I-VI) e ovomucina (IgY) è causa di allergie alimentari, specie nella prima infanzia.

## Determinazione della freschezza
Per verificare che le uova siano fresche, prima di romperle è sufficiente metterle in un recipiente contenente acqua fredda salata (10% di sale). Le uova fresche andranno a depositarsi sul fondo, mentre quelle non più fresche tenderanno a salire in superficie a mano a mano che invecchiano a causa dell'aumento di dimensione della camera d'aria.
Un secondo metodo è quello cosiddetto della speratura; l'uovo osservato davanti a una forte fonte luminosa deve avere il tuorlo visibile come ombratura senza contorno apparente, deve essere ancorato al centro dell'albume anche dopo una rotazione, e non devono essere presenti corpi estranei.
Un terzo metodo si usa dopo la rottura dell'uovo su una superficie: il tuorlo deve mantenersi alto e sodo, l'albume deve restare compatto intorno a esso e più fluido all'esterno. Quando il tuorlo tende facilmente a rompersi e a mescolarsi con l'albume, l'uovo non è più molto fresco. Rimane commestibile, ma può risultare difficile da montare e poco adatto ad alcune preparazioni culinarie.
Leggere modificazioni possono notarsi con uova di galline di età avanzata e nel periodo estivo. Conviene consumare e acquistare uova principalmente da allevamenti vicini al punto d'acquisto.
Le uova di categoria A possono essere ulteriormente classificate in «extra» o «extra fresche» solo nei primi 9 giorni dalla data di deposizione, dopodiché devono essere riclassificate in categoria A o B a seconda dello stato in cui si trovano e vanno consumate entro quattro settimane dalla deposizione.

## Utilizzo in cucina

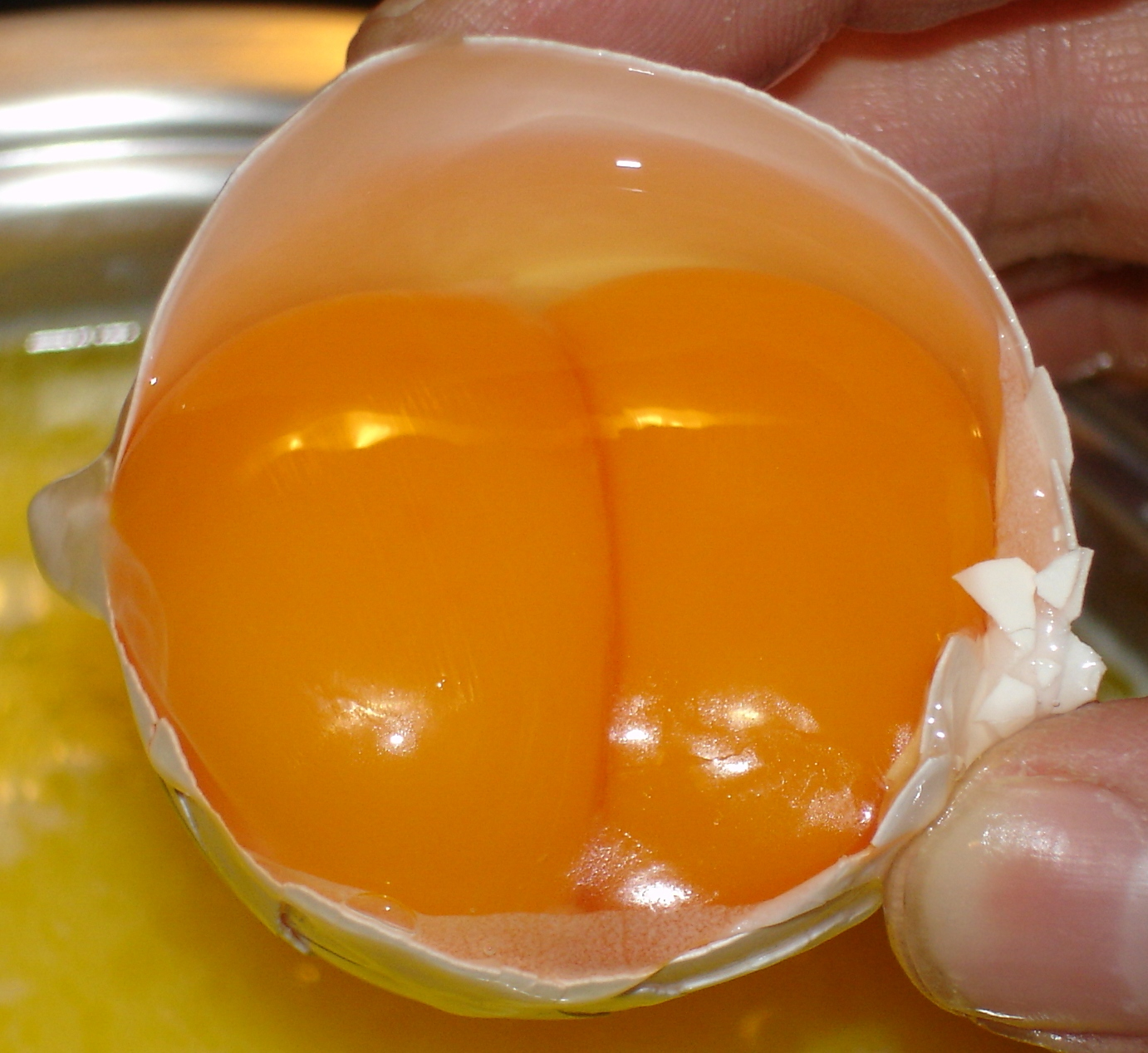
Esempio di uovo con due tuorli

L'uovo è un ingrediente che entra in innumerevoli ricette di dolci, gelati, piatti sapidi grazie alle sue proprietà emulsionanti, coagulanti e schiumogene.
Il tuorlo dell'uovo ha un buon potere emulsionante grazie alla presenza di fosfolipidi che formano complessi lipoproteici con il colesterolo. L'aggiunta di sale o zuccheri aumenta la capacità emulsionante per riduzione dell'acqua extracellulare. Questa proprietà è importante nella preparazione di salse, maionese e gelati.
Ricco di proteine, l'albume si usa in alcune preparazioni come le meringhe.
L'uovo è protagonista di piatti specifici:
- frittata, uova sbattute fino a farne una miscela omogenea di tuorlo e albume e versate in olio bollente, avendo cura di girare il tutto per farle cuocere da entrambe le parti. La frittata tuttavia è spesso costituita anche da altri componenti, quali verdure (spinaci, zucchine a dischetti, ecc.) o anche carne a tocchetti ("frittata rognosa")
- uovo strapazzato o "uovo al paletto"; come la frittata, salvo che l'uovo viene sbattuto solo durante la cottura: l'uovo viene versato in una padella con un po' di olio caldo e viene cotto mischiando rapidamente albume e tuorlo;
- uovo stracciato o stracciatella, primo piatto (minestra) costituito da uova sbattute e poi versate attraverso un passino in brodo bollente
- uovo fritto (o uovo al tegamino, uovo all'occhio di bue): rotto il guscio, l'uovo viene versato in olio bollente o burro ben dorato avendo cura di mantenere intatto il tuorlo, che non deve solidificare;

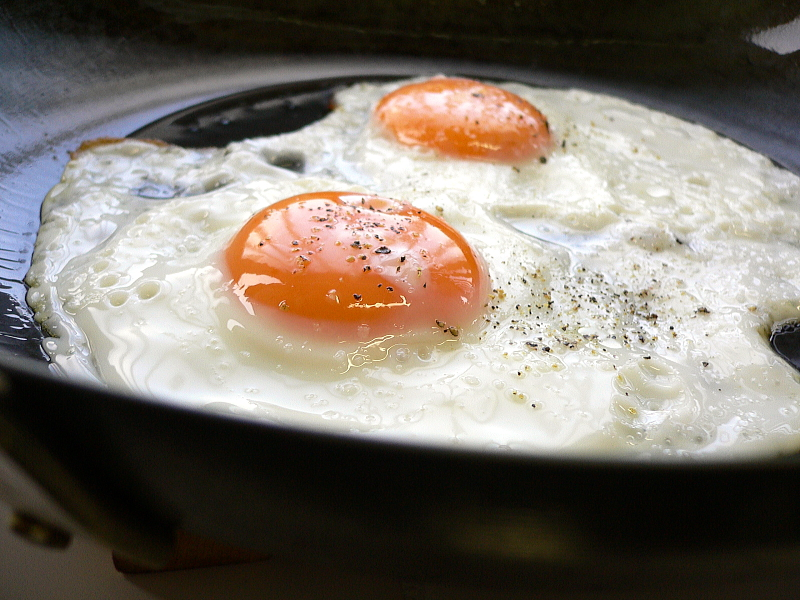
Due uova all'occhio di bue

- uovo in camicia (o uovo affogato o poché): come l'uovo fritto ma versato in acqua con aceto (senza aggiunta di sale, che impedirebbe la giusta coagulazione dell'albume) in leggero bollore o a bagnomaria, anziché direttamente nel padellino. Con una padella apposita risulta più semplice far solidificare l'uovo nel modo giusto;

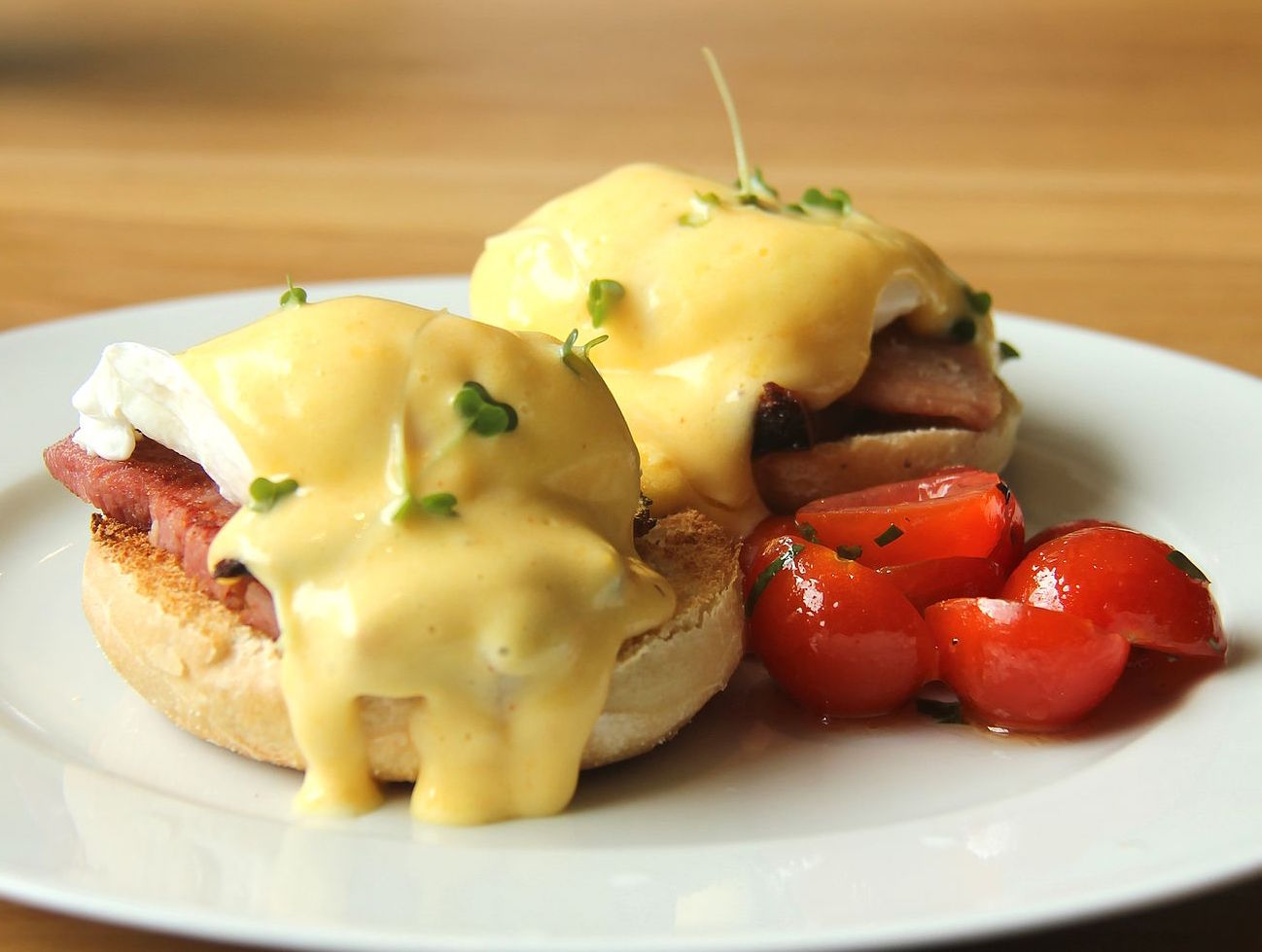
Uova alla Benedict: piatto alla base di uova, con bacon canadese, muffin inglese e salsa olandese e guarnito con pomodorini

- uovo alla Benedict: è un uovo in camicia disposto su uno strato di prosciutto, il tutto adagiato su un muffin inglese e condito con salsa olandese;
- uovo sodo: l'uovo intero (col guscio) viene cotto in acqua bollente per circa sette minuti, poi sgusciato e mangiato; può andare in altri piatti o preparazioni tagliato a rondelle, spicchi, ecc;
- uovo mimosa: uova sode farcite e decorate con tuorli sbriciolati per simulare la mimosa;
- uovo à la coque: preparato come l'uovo sodo, ma la cottura dura solo 2 minuti e mezzo, così il tuorlo resta liquido; viene assunto in apposito portauovo, rompendo e asportando solo la calotta superiore del guscio (quella più appuntita) con un cucchiaino;
- uovo bazzotto: come à la coque, ma sui tre minuti o poco più di cottura, in modo che il tuorlo rimanga semiliquido; viene assunto allo stesso modo di quello à la coque;
- zabaione: tuorlo montato con zucchero e vino o vino liquoroso (solitamente marsala);
- uovo sbattuto: tuorlo di uovo crudo e zucchero mescolati energicamente insieme fino ad assumere una consistenza semi-solida; è una preparazione che fornisce molta energia e per questo veniva usata in passato come "energetico" per i bambini;
- pain perdu: pane secco imbevuto nelle uova sbattute e successivamente fritto (nell'Alto Lazio detto "fette gajarde");
- eggnog. bevanda di origine inglese, molto diffusa nel mondo anglosassone, a base di uovo, latte, liquore e spezie;
- uovo di re Vittorio: fonduta di toma piemontese e fontina con il rosso d'uovo e lamelle di tartufo;
- meringhe: albume montato e zucchero;
- balut: piatto tipico del sud-est asiatico, consistente in un uovo già fecondato e bollito poco prima della schiusa;
- uovo centenario: piatto tipico cinese consistente in un uovo fermentato nella soda per 100 giorni;
- uovo all'ostrica: l'uovo dev'essere fresco e se ne usa il solo tuorlo, che, posto in una tazzina, viene ricoperto di succo di limone con aggiunta di pepe e sale a piacere e il tutto viene assunto così com'è, senza sbattere l'uovo;
- uovo bevuto: l'uovo dev'essere fresco e viene bevuto crudo praticando due fori sulle estremità del guscio, da uno dei quali il contenuto (tuorlo e albume) viene succhiato;
- uovo in salamoia: l'uovo viene conservato in una soluzione di aceto o salamoia.

L'uovo inoltre è l'ingrediente principale della maionese, una famosa salsa a base di tuorlo d'uovo, olio, limone e sale, e delle salse da questa derivate. Ciò è dovuto, oltre che al pregio del gusto dell'uovo, al potere emulsionante del tuorlo, qui rispetto all'olio. L'uovo (intero, o solo tuorlo, o solo albume) entra comunque a far parte importante di molte altre salse e di molte altre preparazioni culinarie, tra le quali la pasta alla carbonara e la tartare, e di numerosi dolci.